# Psalydolytta nyassensis
Psalydolytta nyassensis is een keversoort uit de familie van oliekevers (Meloidae). De wetenschappelijke naam van de soort is voor het eerst geldig gepubliceerd in 1954 door Kaszab.